# Thomas Calvo
Thomas Calvo Ribes (Mislata, Comunidad Valenciana; 12 de septiembre de 1944) es un historiador, catedrático, investigador y académico mexicano, nacido en España, que se ha especializado en la historia de Hispanoamérica de la época moderna.

## Estudios y docencia
De 1966 a 1971, realizó sus estudios en la École Normale Supérieure de Saint-Cloud en Francia, alternando un año (1968-1969) de investigación en México.  Obtuvo la agrégation de historia en 1971. De 1971 a 1973, impartió clases en el Colegio Francia en Caracas, y de 1973 a 1985, en el Liceo de Perpignan en Francia.  En 1985, regresó a la Ciudad de México como investigador en el Centro Francés de Estudios Mexicanos y Centroamericanos (CEMCA). En 1987 obtuvo un doctorado en la École des Hautes Études en Sciences Sociales con la tesis Guadalajara, capital provincial del Occidente de México, en el siglo XVII.

## Investigador y académico
De 1987 a 1989 fue profesor titular de la Universidad de Pau y Pays de l'Adour y de 1989 a 1993 fue catedrático de historia de América en la Universidad de París X Nanterre.  De vuelta en México fue director de CEMCA, cargo que ocupó de 1993 a 1997. Volvió a Francia para integrarse nuevamente a la Universidad de París, residiendo ahí durante diez años, fue nombrado Catedrático Emérito de historia de América.
En 2008, de nueva cuenta de México, se integró como profesor e investigador en El Colegio de Michoacán. Es investigador nivel III del Sistema Nacional de Investigadores de México. Es miembro correspondiente de la Academia Mexicana de la Historia.

## Obras publicadas
- Acatzingo, demografía histórica de una parroquia mexicana, México, 1973, 124p.
- Movimientos de población en el Occidente de México, (ed. en col. con G. López), México, 1988, 372 p.
- La Nueva Galicia en los siglos XVI y XVII, Guadalajara, 1989, 199 p.
- Los albores de un nuevo mundo: siglos XVI y XVII, Colección de documentos para la historia de Nayarit, tomo I, México, 1990, 313 p.
- Guadalajara y su región en el siglo XVII, población y economía, Guadalajara, 1992, 489 p.
- Poder, religión y sociedad en la Guadalajara del siglo XVII, México, 1992.
- Guadalajara y el Nuevo Mundo, Nuño Beltrán de Guzmán : semblanza de un conquistador (en col. con A. Blazquez), Guadalajara (España), 1992, 285 p.
- Xalisco, la voz de un pueblo, México, 1993, 200 p.
- L'Amérique ibérique de de 1570 à 1910, París, Nathan Université, 1994, 359p.
- Iberoamerica de 1570 a 1910, Barcelona, 1996, 486p.
- Por los caminos de Nueva Galicia: transportes y transportistas en el siglo XVII, México, 1997, 190 p.
- Sociedades en construcción. La Nueva Galicia según las visitas de oidores (1606-1616), Guadalajara, 2000, 375 p. (en col. con JP Berthe et A. Jiménez).
- México en un espejo. Los exvotos de San Juan de los Lagos, 1870-1945, CD-ROM, México, 2000.
- La plebe según los virreyes (siglos XVI-XVIII), Condumex- Serie conferencias, México, 2003, 35 p.
- De oficios y otros menesteres. Imágenes de la vida cotidiana en la ciudad de Oaxaca, (en col. conMark Overmyer-Velázquez) Oaxaca, UABJO,  2006, 57 p. +CDROM.
- Vivre dans la Sierra zapotèque du Mexique : 1674-1707 : vaincre la défaite préface de Beatriz Rojas, París, L'Harmattan, 2009, 299p. (versión en español: Vencer la derrota. Vivir en la sierra zapoteca de México (1674-1707), Zamora, El Colegio de Michoacán / CEMCA/  CIESAS / Universidad Autónoma Benito Juárez de Oaxaca, 2010, 295 p.)
- "Razón de las puertas numeradas..o la historia demográfica en el umbral de la parroquia del sagrario de México, en Los "padrones" de confesión y comunión de la parroquia del Sagrario Metropolitano de la Ciudad de México, en 2009.
- "Una adolescencia americana. Las ciudades del Nuevo Mundo hispánico frisiando el 1600", en Historias, 2009.